# Biolingüística
La biolingüística és l'estudi del llenguatge natural des d'una perspectiva biològica i evolutiva. Es tracta d'un camp molt interdisciplinari, ja que tracta tant la lingüística, com la biologia, la neurociència, la psicolingüística, les matemàtiques, la genètica i d'altres.

## Perspectiva històrica
La perspectiva biolingüística començà a prendre forma fa prop de cinquanta anys, impulsada pels desenvolupaments de la biologia, les matemàtiques i la lingüística formal. Es creu que va sorgir a partir del treball de Noam Chomsky i Eric Lenneberg sobre l'adquisició del llenguatge de la dècada del 1950. Encara avui, Foundations of Language del segon és un llibre clau d'aquest tema.
El 1974, es realitzà la primera conferència de biolingüística, organitzada per Massimo Piatelli-Palmarini, que convocà lingüistes, biòlegs, neuròlegs i altres experts interessats en el desenvolupament del llenguatge en l'individu, el seu origen i evolució.
L'esforç per compatibilitzar els resultats de la lingüística formal (particularment, el generativisme) i la biologia, donant-ne una explicació natural, del fenomen lingüístic, ha estat anomenat programa minimalista. Gran part dels supòsits teòrics d'aquest programa d'investigació estan dirigits a moure el focus d'investigació en lingüística envers un marc més ample i comprehensiu, que s'apropi a les ciències naturals.

## Fonaments de l'enfocament biolingüístic
S'ha criticat aquest enfocament al·ludint-hi que les seves vagues metàfores intenten relacionar fenòmens lingüístics i fenòmens biològics, sense intentar donar una explicació vertadera sobre el llenguatge ni sobre la seva biologia. No obstant això, aquesta cerca de semblança entre ambdós camps està fonamentada. Últimament, s'ha mostrat com el llenguatge té les propietats d'altres sistemes biològics: el nombre de nodes en una estructura sintàctica, la ramificació binària (que sorgeix de les propietats de la teoria de la X' i de l'ensambladura) i la formació de fases en la derivació responen a la secció àuria. Això indica que el llenguatge es troba regit per principis semblants als d'altres sistemes naturals.
L'enfocament s'ha vist enriquit pel treball interdisciplinari, que ha intentat aplicar els descobriments de la lingüística formal tant a nivell fisiològic com cognitiu, aïllant en certa manera les propietats essencials del llenguatge humà i permetent l'estudi comparatiu amb altres espècies. Així doncs, la recursivitat (tot i que probablement la fonologia i el lèxic) apareixen com a propietats exclusives de l'ésser humà i del seu llenguatge. Actualment, s'intenta fonamentar aquestes diferències mitjançant la mutació d'un gen, el FOXP2. Si bé aquest gen es troba present en els mamífers en general, presenta una seqüenciació específica en l'ésser humà modern. De fet, una mutació d'aquest gen pot originar un trastorn específic del llenguatge.